# Терпелевский, Александр Евгеньевич
Александр Евгеньевич Терпелевский (1807—1859) — генерал-майор, участник Крымской войны.

## Биография
Родился в 1807 году, сын полковника, Георгиевского кавалера Е. О. Терпелевского.
В 1828 году окончил Ришельевский лицей.
В военную службу вступил рядовым в Украинский уланский полк, в котором служил его отец; 16 июля 1829 года получил чин корнета.
Продолжая службу по армейской кавалерии Терпелевский в 1837 году получил чин майора, в 1840 году произведён в подполковники и в 1845 году — в полковники. В 1847 году получил орден Св. Анны 2-й степени, в 1849 году — императорский орден к нему. В 1851 году был награждён орденом Св. Владимира 3-й степени.
Произведённый 6 декабря 1853 года в генерал-майоры, во главе уланского эрцгерцога Леопольда полка в 1854 году Терпелевский выступил на театр военных действий против Турции, был во многих сражениях с англо-французами в Крыму, и особо отличился 5 февраля 1855 года при рекогносцировке Евпатории. 15 октября 1855 года ему была пожалована золотая сабля с надписью «За храбрость». 26 ноября 1857 года Терпелевский был удостоен ордена св. Георгия 4-й степени (№ 10032 по кавалерскому списку Григоровича — Степанова).
В 1857—1858 годах Терпелевский занимал должность наказного атамана Астраханского казачьего войска.
Умер 19 (31) июля 1859 года в Одессе.
Его брат Константин был полковником.